# Prentis Hancock
Prentis Hancock (Glasgow, 14 mei 1942 – 30 mei 2025) was een Brits acteur.
In de jaren zeventig had hij een vaste rol als luitenant Saunders in de televisieserie Spy Trap en als Paul Morrow in het eerste seizoen van Space: 1999. Hij speelde ook in een aantal Doctor Who-verhalen. Daarnaast had hij eenmalige gastrollen in tal van andere televisieseries, waaronder Z-Cars, Colditz, Survivors, The New Avengers, Secret Army, Minder, The Professionals, The Bill en Outlander.
Naast zijn televisiewerk speelde hij ook een bijrol in de Britse films The Thirty Nine Steps (1978), Friend or Foe (1982) en Defence of the Realm (1985).
Hancock overleed op 30 mei 2025 op 83-jarige leeftijd.